# 28 décembre en sport
28 novembre 28 janvier
Chronologies thématiques
- Croisades
- Ferroviaires
- Disney

Le 28 décembre (362e jour de l'année ou 363e en cas d'année bissextile) en sport.

## Événements

### XXesièclede1951à2000
- 1963 :
  - (Formule 1) : Grand Prix automobile d'Afrique du Sud.
- 1983 :
  - (Tennis) : au Kooyang de Melbourne l'Australie bat la Suède 3-2 en finale et remporte l'édition 1983 de la Coupe Davis.

### XXIesiècle
- 2020 :
  - (Saut à ski / Tournée des quatre tremplins) : début de la 69e édition de la Tournée des quatre tremplins qui se déroule jusqu'au 6 janvier 2021 en Allemagne dans les villes de Oberstdorf et de Garmisch-Partenkirchen puis en Autriche dans les villes de Bischofshofen et d'Innsbruck.

## Naissances

### XIXesiècle
- 1850 :
  - Thomas Hooman, footballeur anglais. († 22 septembre 1938).
- 1870 :
  - Charles Bennett, athlète de demi-fond, fond et haies britannique. Champion olympique du 1 500 m et du 5 000 m par équipes puis médaillé d'argent du 4 000 m steeple aux Jeux de Paris 1900. († 9 mars 1949).
- 1884 :
  - Ralph Mulford, pilote de courses automobile américain. († 23 octobre 1973).
- 1885 :
  - Veljko Ugrinić, footballeur puis entraîneur yougoslave. († 15 juillet 1958).
- 1888 :
  - Alfons Spiessens, cycliste sur route belge. († 21 avril 1956).
- 1894 :
  - Dave Marsh, cycliste sur route britannique. Champion du monde de cyclisme sur route 1922. († ? 1960).
- 1896 :
  - Philippe Étancelin, pilote de courses automobile français. Vainqueur des 24 Heures du Mans 1934. († 13 octobre 1981).
- 1900 :
  - Natalio Perinetti, footballeur argentin. Médaillé d'argent aux Jeux d'Amsterdam 1928. Vainqueur de la Copa América 1929. (6 sélections en équipe nationale). († 24 mai 1985).

### XXesièclede1901à1950
- 1902 :
  - Tomasz Stankiewicz, cycliste sur piste polonais. Médaillé d'argent de la poursuite par équipes aux Jeux de Paris 1924. († 21 juin 1940).
  - Hans Pulver, footballeur puis entraîneur suisse. Médaillé d'argent aux Jeux de Paris 1924. (22 sélections en équipe nationale). († 8 avril 1977).
- 1903 :
  - Joseph Salas, boxeur américain. Médaillé d'argent des -57,2 kg aux Jeux de Paris 1924. († 11 juin 1987).
- 1904 :
  - Giuseppe Gola, footballeur puis entraîneur italien.  († ?).
  - Fanny Rosenfeld, athlète de sprint canadienne. Championne olympique du relais 4×100 m et médaillée d'argent du 100 m aux Jeux d'Amsterdam 1928. († 14 novembre 1969).
- 1905 :
  - Fulvio Bernardini, footballeur puis entraîneur italien. Médaillé de bronze aux Jeux d'Amsterdam 1928. (26 sélections en équipe nationale). Sélectionneur de l'équipe d'Italie de 1974 à 1975. († 13 janvier 1984).
- 1909 :
  - David Murray, pilote de courses automobile britannique. († 5 avril 1973).
- 1920 :
  - Steve Van Buren, joueur de foot U.S. américain. († 23 août 2012).
- 1927 :
  - Gustave Gosselin, pilote de courses automobile belge. († 3 février 1986).
- 1929 :
  - Terry Sawchuk, hockeyeur sur glace canadien. († 31 mai 1970).
- 1932 :
  - Harry Howell, hockeyeur sur glace canadien. († 9 mars 2019).
- 1933 :
  - Inger Bjørnbakken, skieuse alpine norvégienne. Championne du monde de ski alpin du slalom 1958. († 13 février 2021).
- 1939 :
  - Jean-Pierre Van Haverbeke, coureur cycliste français. († 27 novembre 2015).
- 1941 :
  - Georges Vandenberghe, cycliste sur route belge. († 23 septembre 1983).
- 1946 :
  - Bill Lee, joueur de baseball américain.
- 1947 :
  - Louis Floch, footballeur français. (16 sélections en équipe de France).
- 1948 :
  - Jan Balachowski, athlète de sprint polonais.

### XXesièclede1951à2000
- 1951 :
  - Jacques Zimako, footballeur français. (13 sélections en équipe de France). († 8 décembre 2021).
- 1960 :
  - Raymond Bourque, hockeyeur sur glace canadien.
- 1962 :
  - Abdi Bile, athlète de demi-fond somalien. Champion du monde d'athlétisme du 1 500m 1987.
- 1963 :
  - Jean-Philippe Daurelle, sabreur puis entraîneur français. Médaillé de bronze par équipes aux Jeux de Barcelone 1992. Champion du monde d'escrime par équipes 1999.
  - David Empringham, pilote de courses automobile canadien.
- 1964 :
  - Laurence Modaine-Cessac, fleurettiste française. Médaillée de bronze par équipes aux Jeux de Los Angeles 1984.
  - Maite Zúñiga, athlète de demi-fond espagnole.
- 1965 :
  - Anne Alaphilippe, joueuse de rugby française. (42 sélections en équipe de France).
- 1966 :
  - Mohamed Ali Mahjoubi, footballeur tunisien. Vainqueur de la Coupe des clubs champions 1994. (86 sélections en équipe nationale).
- 1967 :
  - Ghani Yalouz, lutteur puis dirigeant sportif français. Médaillé d'argent de gréco-romaine des -68 kg aux Jeux d'Atlanta 1996. DTN de la FFA depuis 2009.
- 1969 :
  - Abbas Sy, basketteur français.
- 1972 :
  - Yannick Bestaven, navigateur français.
  - Patrick Rafter, joueur de tennis australien. Vainqueur des US Open de tennis 1997 et 1998.
- 1979 :
  - Michel Jean-Baptiste Adolphe, basketteur français.
  - James Blake, joueur de tennis américain. Vainqueur de la Coupe Davis 2007.
- 1981 :
  - Khalid Boulahrouz, footballeur néerlandais. (35 sélections en équipe nationale).
- 1983 :
  - Aiko Nakamura, joueuse de tennis japonaise.
- 1984 :
  - Sandra Ygueravide, basketteuse espagnole.
- 1985 :
  - Alexis Hanquinquant, paratriathlète français. Champion paralympique PTS4 aux Jeux de Tokyo 2021. Champion du monde de paratriathlon PTS4 2018 et 2019. Champion d'Europe de paratriathlon PTS4 2017, 2018 et 2019.
  - Ivan Perrillat Boiteux, skieur de fond français. Médaillé de bronze du relais 4×10km aux Jeux de Sotchi 2014.
  - Benoît Trémoulinas, footballeur français. Vainqueur des Ligue Europa 2015 et 2016. (5 sélections en équipe de France).
- 1986 :
  - Bocundji Ca, footballeur bissau-guinéen. (15 sélections en équipe nationale).
  - Robbie Williams, joueur de snooker anglais.
- 1989 :
  - Sébastien Dockier, hockeyeur sur gazon belge. Médaillé d'argent aux Jeux de Rio 2016. (167 sélections en équipe nationale).
- 1990 :
  - Reda Aadel, cycliste sur route marocain.
  - Ayele Abshero, athlète de fond éthiopien.
  - Marcos Alonso Mendoza, footballeur espagnol.
  - Sadio Diallo, footballeur guinéen. (25 sélections en équipe nationale).
  - Marit Dopheide, athlète de sprint néerlandaise.
  - Đorđe Gagić, basketteur serbe. (11 sélections en équipe nationale).
  - Chris Harris, joueur de rugby à XV écossais. (25 sélections en équipe nationale).
  - Zlatko Hebib, footballeur suisse.
  - John Henson, basketteur américain.
  - Nevena Ignjatović, skieuse alpine serbe.
  - Bastiaan Lijesen, nageur néerlandais.
- 1991 :
  - Vassílis Kavvadás, basketteur grec. (15 sélections en équipe nationale).
- 1992 :
  - Salaheddine Mraouni, cycliste sur route marocain.
- 1993 :
  - Tomáš Babák, handballeur tchèque. (42 sélections en équipe nationale).
  - Yvon Beliën, volleyeuse néerlandaise. (150 sélections en équipe nationale).
- 1994 :
  - Darijan Bojanić, footballeur suédois.
  - Odd Christian Eiking, cycliste sur route norvégien.
  - Hillel Konaté, footballeur franco-burkinabé. (4 sélections avec l'équipe du Burkina Faso).
  - Jarkko Määttä, sauteur à ski finlandais.
  - Adam Peaty, nageur britannique. Champion olympique du 100m brasse et médaillé d'argent du relais 4×100m quatre nages aux Jeux de Rio 2016. Champion du monde de natation du 100m brasse 2015. Champion d'Europe de natation du 100m brasse, du 50m brasse et du relais 4x100m quatre nages mixte 2014 puis champion d'Europe de natation du 100m brasse, du 50m brasse, du relais 4x100m quatre nages mixte et du relais 4×100m quatre nages 2016.
  - Hassan Yazdani, lutteur de libre iranien. Champion olympique des -74kg aux Jeux de Rio 2016 et médaillé d'argent des -86kg aux Jeux de Tokyo 2020. Champion du monde de lutte des -86 kg 2017, 2019 et 2021. Champion d'Asie de lutte des -86 kg 2018 et 2021.
- 1995 :
  - Rony Lopes, footballeur brésilio-portugais.
  - Mads Pedersen, cycliste sur route danois.
- 1996 :
  - Yuriy Natarov, cycliste sur route kazakh.
  - Nicola Olyslagers, athlète de sauts australienne. Médaillée d'argent de la hauteur aux Jeux de Tokio 2020.
- 1997 :
  - Konstantínos Galanópoulos, footballeur grec.
- 1999 :
  - Dimitri Radnic, basketteur français.

### XXIesiècle
- 2001 :
  - Paul Penhoët, cycliste sur route et sur piste français.
- 2003 :
  - Diego Coppola, footballeur italien.
- 2004 :
  - El Hadji Malick Diouf, footballeur sénégalais.
  - Jannik Robatsch, footballeur autrichien.

## Décès

### XXesièclede1901à1950
- 1932 : 
  - Jack Blackham, 78 ans, joueur de cricket australien. (35 sélections en Test cricket). (° 11 mai 1854).
  - Malcolm Whitman, 55 ans, joueur de tennis américain. Vainqueur des US Open 1898, 1999 et 1900 puis des Coupe Davis 1900 et 1902. (° 15 mars 1877).
- 1942 : 
  - Alfred Flatow, 73 ans, gymnastique allemand. Champion olympique des barres parallèles, des barres parallèles par équipes et de la barre fixe par équipes puis médaillé d'argent de la barre fixe individuelle aux Jeux d'Athènes 1896. (° 3 octobre 1869).
- 1949 : 
  - Jack Lovelock, 39 ans, athlète de demi-fond néo-zélandais. Champion olympique du 1 500 m aux Jeux de Berlin 1936. (° 5 janvier 1910).

### XXesièclede1951à2000
- 1966 : 
  - Carl Osburn, 82 ans, tireur sportif américain. Champion olympique de la carabine d'ordonnance à 300 m par équipes, médaillé d'argent de la carabine libre à 600 m et de la carabine d'ordonnance à 300 m, trois positions, médaillé de bronze de la petite carabine à 50 m par équipes aux Jeux de Stockholm 1912 puis champion olympique de la carabine libre par équipes, de la carabine libre couché à 300 m par équipes, de la carabine d'ordonnance debout à 300 m et de la carabine d'ordonnance couché 300+600 m par équipes, médaillé d'argent de la carabine d'ordonnance à 300 m debout par équipes et médaillé de bronze du tir au cerf courant coup simple à 100 m par équipes aux Jeux d'Anvers 1920. (° 5 mai 1884).
- 1980 : 
  - Marcel Langiller, 72 ans, footballeur français. (30 sélections en équipe de France). (° 2 juin 1908).
- 1997 : 
  - William Martínez, 69 ans, footballeur uruguayen. Champion du monde de football 1950. Vainqueur de la Copa América 1956, de la Copa Libertadores 1960 et 1961. (54 sélections en équipe nationale). (° 13 janvier 1928).

### XXIesiècle
- 2010 : 
  - Avi Cohen, 54 ans, footballeur israélien. Vainqueur de la Coupe des clubs champions 1981. (52 sélections en équipe nationale). (° 14 novembre 1956).
- 2012 : 
  - Vaclav Drobný, 32 ans, footballeur tchèque. (2 sélections en équipe nationale). (° 9 septembre 1980).
  - Emmanuel Scheffer, 88 ans, footballeur puis entraîneur israélien. (° 1er février 1924).